# Sankt Paul im Lavanttal
Sankt Paul im Lavanttal (slovinsky Sveti Pavel nebo Šentpavel) je obec v okresu Wolfsberg, ve spolkové zemi Korutany v Rakousku, v údolí řeky Lavant. Bydlí zde asi 3400 obyvatel.
Nejznámější památkou na území obce je klášter sv. Pavla (Stift St. Paul im Lavanttal), založený v roce 1091.